# Dario Argento: An Eye for Horror
Dario Argento: An Eye for Horror è un documentario del 2000 diretto da Leon Ferguson sul regista Dario Argento, realizzato per il canale televisivo CreaTVty.
Nel documentario, oltre a immagini tratte dai film del regista, vengono intervistati moltissimi personaggi, tra i quali: John Carpenter, Michael Brandon, Jessica Harper, Alice Cooper, Maitland McDonagh, Claudio Simonetti, Keith Emerson, William Lustig, George A. Romero, Tom Savini, Piper Laurie, Max von Sydow, Luigi Cozzi, Daria Nicolodi, Asia Argento, Claudio Argento, Fiore Argento.